# Halbemond
Halbemond is een gemeente in de Duitse deelstaat Nedersaksen. De gemeente ligt in de regio Oost-Friesland en is bestuurlijk onderdeel van de Samtgemeinde Hage, behorend bij de Landkreis Aurich. Halbemond heeft een oppervlakte van 6,55 km² en telt 1.002 inwoners.

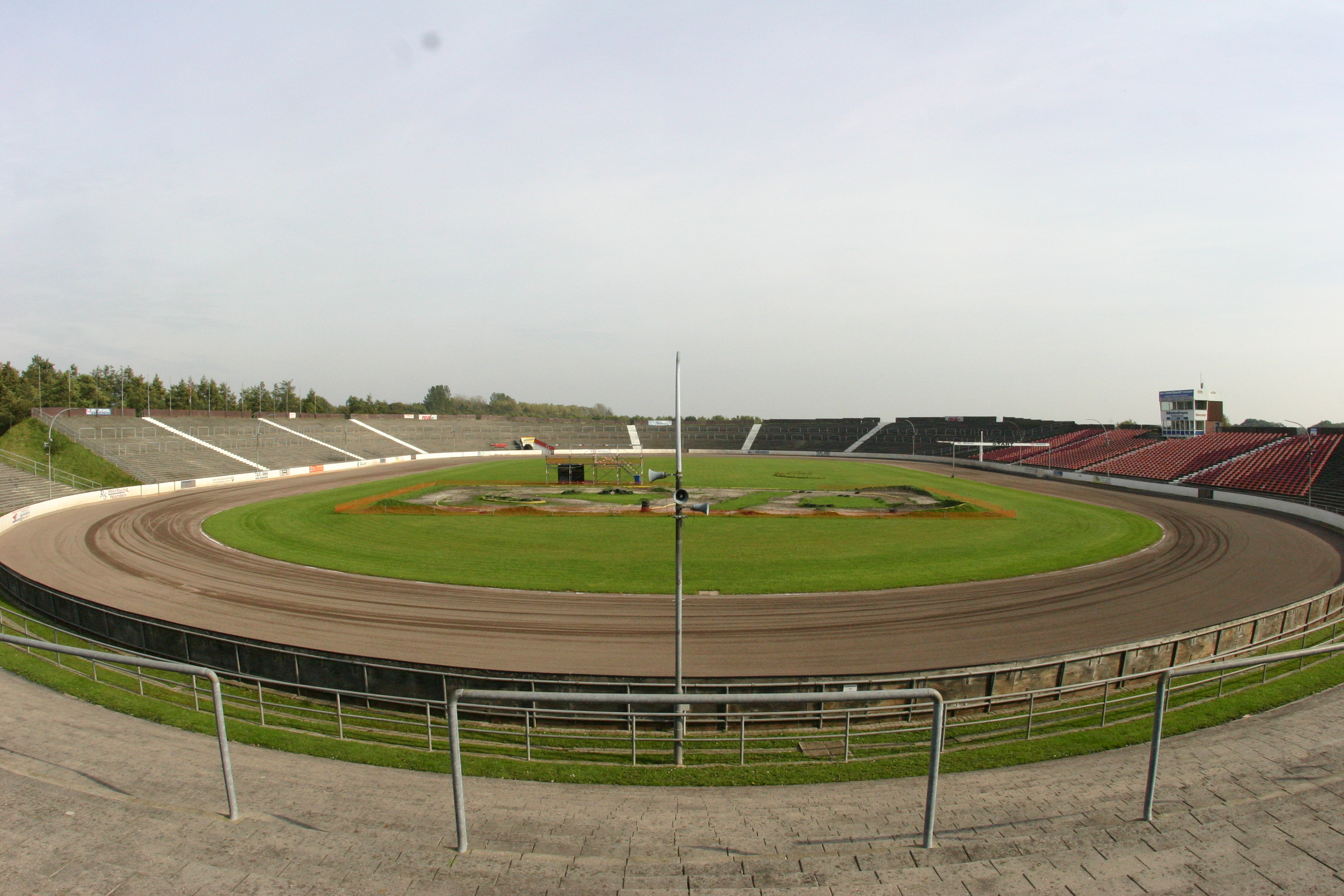
Motodrom Halbemond

De plaats is bij liefhebbers van motorsport bekend vanwege het Motodrom Halbemond, waar Speedwayraces plaatsvinden. Het stadion biedt plaats aan ruim 30.000 toeschouwers.